# Gudalur (ort i Indien, Theni)
Gudalur är en ort i Indien.   Den ligger i distriktet Theni och delstaten Tamil Nadu, i den södra delen av landet, 2 100 km söder om huvudstaden New Delhi. Gudalur ligger 454 meter över havet och antalet invånare är 47 419.
Terrängen runt Gudalur är varierad. Runt Gudalur är det tätbefolkat, med 459 invånare per kvadratkilometer. Närmaste större samhälle är Cumbum, 7,5 km nordost om Gudalur. Omgivningarna runt Gudalur är en mosaik av jordbruksmark och naturlig växtlighet.